# Envigado
Envigado – miasto w zachodniej Kolumbii, w departamencie Antioquia. Położone w Kordylierze Zachodniej (Andy Północne), na południe od Medellín (w zespole miejskim tego miasta). Według spisu ludności z 30 czerwca 2018 roku miasto liczyło 215 766 mieszkańców. 
W mieście rozwinięty jest przemysł spożywczy i szklarski. Jest ośrodkiem handlowym regionu uprawy kawowca, trzciny cukrowej oraz manioku. 

## Urodzeni w Envigado
- Stefan Medina, piłkarz[4]
- Sebastián Pérez, piłkarz[5]